# Stoccolma
Stoccolma (AFI: /stokˈkolma/; in svedese Stockholm, pronunciato  [ˈstɔkːˈhɔlm, ˈstɔkːˈɔlm, ˈstɔkːɔlm]) è la capitale della Svezia, capoluogo dell'omonima contea. Posta nella parte orientale del paese, sul mar Baltico, è sede di governo e parlamento, oltre che luogo di residenza del capo dello stato, il re Carlo Gustavo XVI. Con 984 748 abitanti è la principale città della Svezia e della Scandinavia, nonché il centro di riferimento economico e culturale del Paese.
La fortuna della città risale a re Gustavo Vasa, che da villaggio la elesse a sua capitale per la sua posizione strategica. Anche l'area metropolitana (Storstockholm) è la più grande della Svezia, contando 2 213 528 abitanti. Il centro e la gran parte dei sobborghi ad esso più vicini sono compresi nel comune di Stoccolma. È stata la prima città ad essere proclamata Capitale verde europea nel 2010.

## Geografia fisica

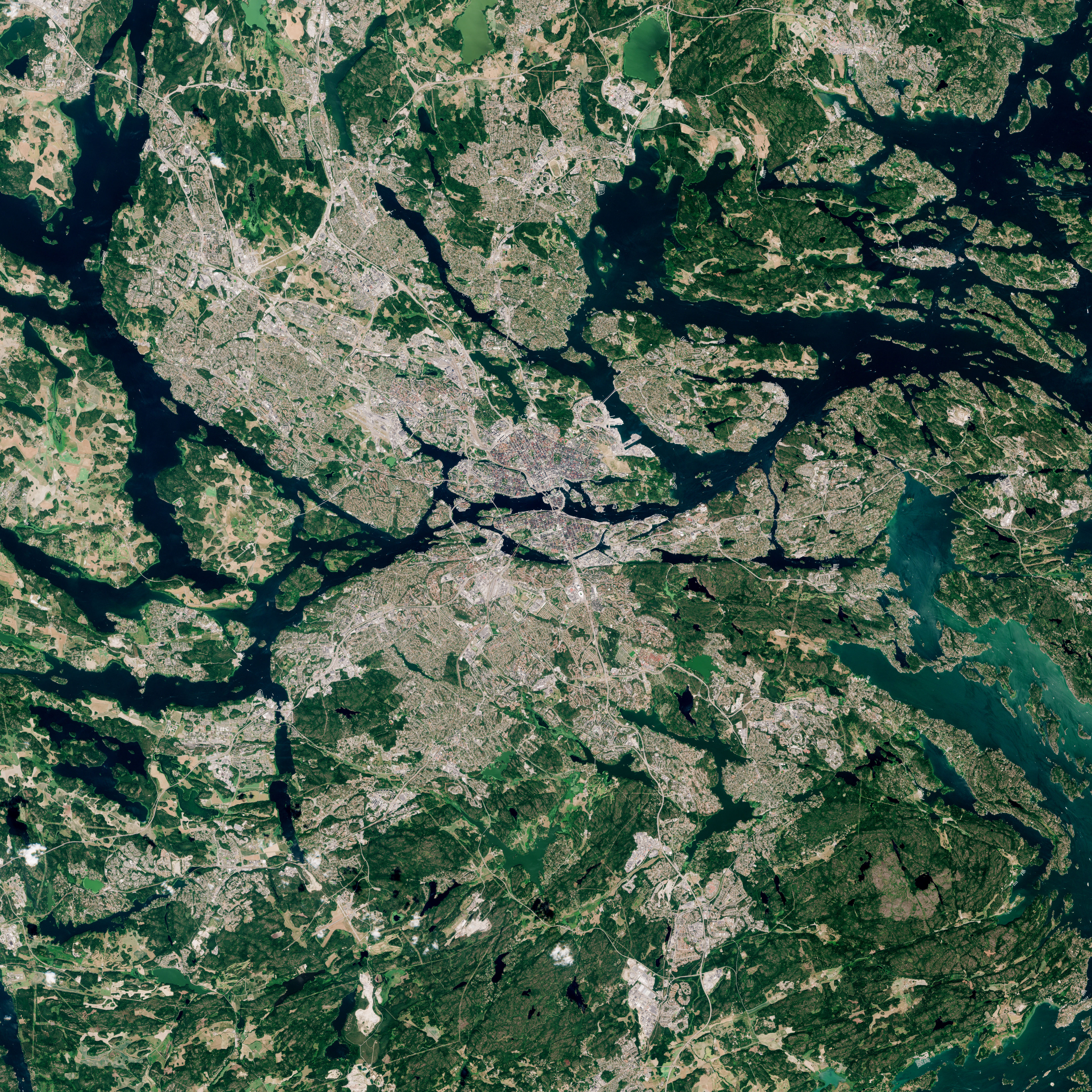
Immagine satellitare di Stoccolma

La città è situata lungo la costa orientale della Svezia, sviluppandosi su quattordici isole che affiorano lì dove il lago Mälaren incontra il Mar Baltico. Il centro storico della città, detto Gamla stan è situato nella baia di Riddarfjärden.

### Clima
Il clima di Stoccolma risente della sua latitudine settentrionale. Nel solstizio d'inverno, a quote prossime al livello del mare, tecnicamente il giorno dura circa 6 ore e 5 minuti ma, secondo calcoli e dirette osservazioni astronomiche, il sole si "alza" nel suo esatto centro a 7,25 gradi sull'orizzonte (meno di un terzo dell'elevazione solare massima del mezzodì che si ha, per esempio, a Firenze il 21-22 dicembre). Ne deriva quindi una parabola apparente nettamente meno accentuata che in Italia: questo è il fattore primario, e quindi decisivo, che determina il clima temperato freddo di latitudini molto più settentrionali, oltre la durata del dì invernale, che al 21 dicembre è di almeno 3 ore inferiore alla media italiana.
Durante il solstizio d'estate, invece, il giorno arriva a durare circa 18 ore e 37 minuti (sempre attorno al livello del mare), però con un'elevazione a mezzogiorno del centro del disco solare di 54,12 gradi sull'orizzonte.
Gli inverni sono freddi e notoriamente nevosi, a causa soprattutto della luce solare abbastanza debole da poco prima della metà di novembre fino a tutto gennaio (oltretutto, mediamente, risentono di maggiore continentalità rispetto alla Norvegia occidentale, più direttamente mitigata dalla corrente del Golfo) mentre le estati sono miti e piovose, ma anche con periodi anticiclonici. In inverno, secondo le medie climatiche, le gelate più o meno intense sono quotidiane e generalmente la temperatura rimane poco sotto lo zero (da -2 a 0 gradi) anche nelle ore centrali della giornata, talvolta salendo fino a 2 °C come picco giornaliero positivo; scende a -15 gradi una-due volte ogni inverno. In alcuni anni la temperatura non scende sotto i -10 gradi; in altri anni scende a -20 gradi in periferia.
La neve e le gelate possono comparire da novembre ad aprile. La primavera inizia comunque verso metà aprile, mese soleggiato ma ancora piuttosto fresco rispetto ai climi dell'Europa meridionale, comunque sufficiente al risveglio della natura. I mesi più caldi sono giugno e luglio, durante i quali le temperature massime possono talvolta sfiorare e molto raramente superare di poco i 30 °C. Agosto è più fresco e piovoso, quasi autunnale; alla fine di ottobre fa capolino l'inverno, con invero sporadiche gelate notturne (non tutti gli anni); a novembre possono talvolta comparire deboli nevicate e a dicembre inizia il freddo tipicamente invernale, spesso influenzato nella sua percezione dal vento.
| Stoccolma           | Mesi | Mesi | Mesi | Mesi | Mesi | Mesi | Mesi | Mesi | Mesi | Mesi | Mesi | Mesi | Stagioni | Stagioni | Stagioni | Stagioni | Anno |
| Stoccolma           | Gen  | Feb  | Mar  | Apr  | Mag  | Giu  | Lug  | Ago  | Set  | Ott  | Nov  | Dic  | Inv      | Pri      | Est      | Aut      | Anno |
| ------------------- | ---- | ---- | ---- | ---- | ---- | ---- | ---- | ---- | ---- | ---- | ---- | ---- | -------- | -------- | -------- | -------- | ---- |
| T. max. media (°C)  | −1   | −1   | 3    | 9    | 16   | 21   | 22   | 20   | 15   | 10   | 5    | 1    | −0,3     | 9,3      | 21       | 10       | 10   |
| T. min. media (°C)  | −5   | −5   | −3   | 1    | 6    | 11   | 13   | 13   | 9    | 5    | 1    | −3   | −4,3     | 1,3      | 12,3     | 5        | 3,6  |
| Precipitazioni (mm) | 39   | 27   | 26   | 30   | 30   | 45   | 72   | 66   | 55   | 50   | 53   | 46   | 112      | 86       | 183      | 158      | 539  |
| Giorni di pioggia   | 18   | 15   | 13   | 11   | 11   | 12   | 15   | 14   | 15   | 14   | 17   | 18   | 51       | 35       | 41       | 46       | 173  |
| Giorni di neve      | 20   | 16   | 16   | 10   | 1    | 0    | 0    | 0    | 0    | 3    | 11   | 18   | 54       | 27       | 0        | 14       | 95   |
| Giorni di nebbia    | 16   | 15   | 18   | 13   | 10   | 13   | 14   | 17   | 15   | 17   | 14   | 15   | 46       | 41       | 44       | 46       | 177  |

## Storia

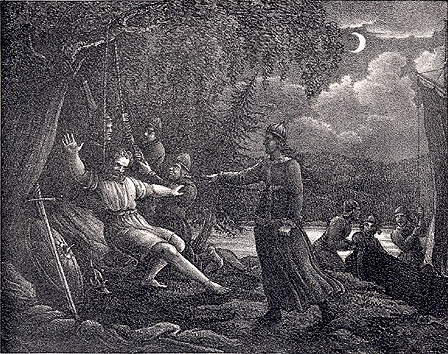
Re Agne mentre viene impiccato da Skjalf ad Agnafit.

Le origini della città sono per lo più sconosciute; le prime notizie dotate di una, sia pure minima, attendibilità provengono da una saga vichinga, nella quale ne viene attribuita la fondazione al Re Agne, della dinastia degli Ynglingar: egli, recatosi in visita in Finlandia, tornò in patria con una ragazza di nome Skjalf, presa in sposa dopo averne ucciso il padre, ma, una volta giunto su di un'isola che ora è parte di Stoccolma, vi passò la notte ubriacandosi e, dopo che si addormentò, Skjalf liberò i suoi compagni finlandesi prigionieri ed insieme uccisero Agne per fare successivamente ritorno a casa; a seguito dell'avvenimento il luogo prese il nome di Agnafit, od Agne Strand.
La prima menzione di Stoccolma nei documenti risale al 1252, quando un regnante di nome Birger Jarl costruì una fortezza per proteggere la città e tutto il paese dalle invasioni via mare ed evitarne in questo modo il saccheggio, in quanto essa era un luogo di approdo per il commercio del ferro proveniente dalle miniere di Bergslagen; in quel periodo la città era compresa nelle zone di Helgeandsholmen, Staden e Riddarholmen, che oggi formano la cosiddetta Gamla stan, o città vecchia, insieme a quella di Sigtuna, situata sulle rive del lago Mälaren, e successivamente si estese lentamente sulla terraferma verso nord e verso sud.

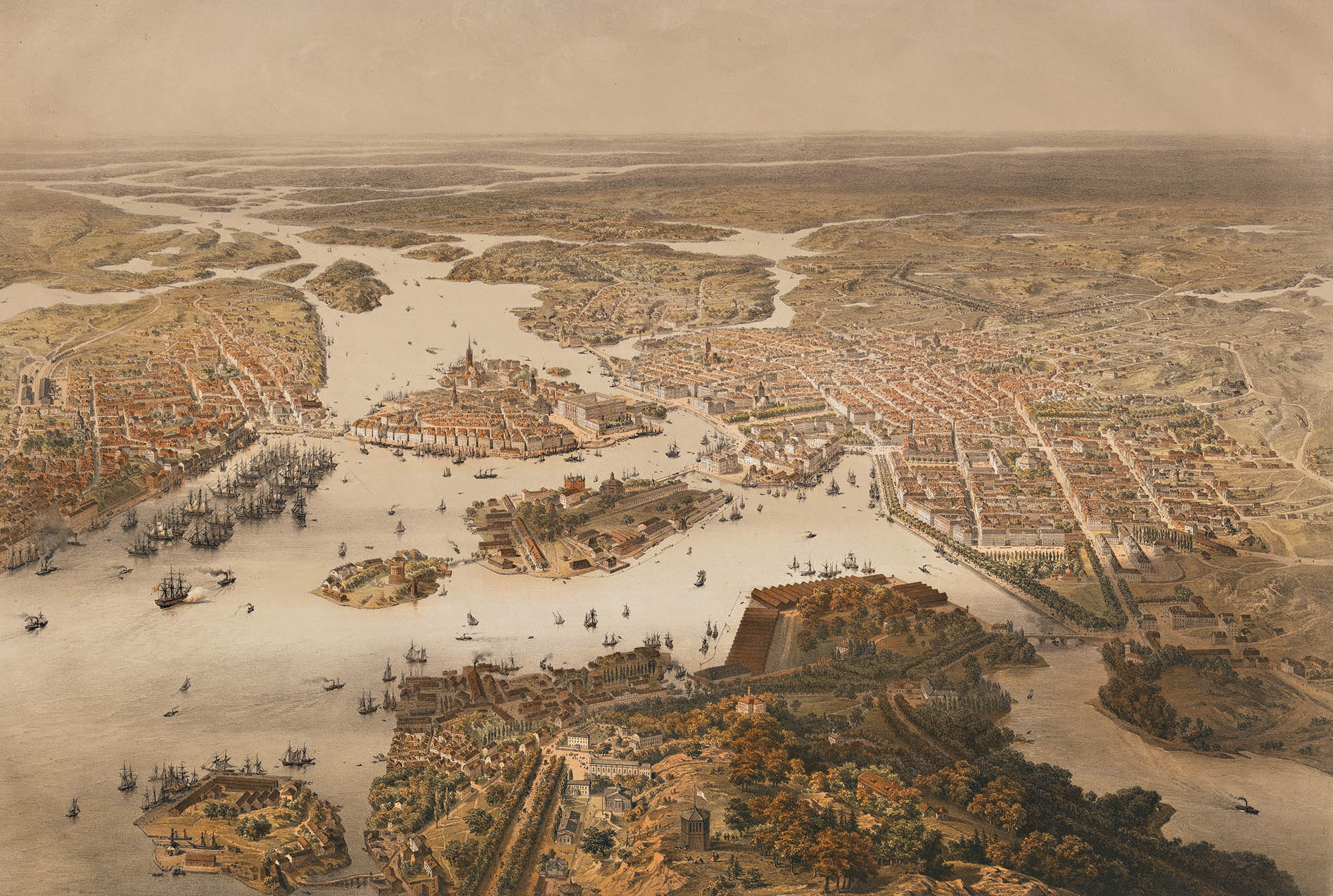
Stoccolma nel 1868

Stoccolma, e la Svezia in generale, furono, per la loro posizione e la loro ricchezza, oggetto di numerose battaglie e di ripetuti tentativi di conquista, soprattutto da parte dei danesi: tra le battaglie degne di menzione vi fu quella di Brunkeberg, combattuta nel 1471, dove Sten Sture il Vecchio ottenne una decisiva vittoria contro i danesi, mentre, nel 1520 ebbe luogo il cosiddetto Bagno di sangue di Stoccolma, ordinato da Cristiano II di Danimarca.
Nel 1521 l'avvento di Re Gustavo, appartenente al Casato di Vasa, dette nuovo impulso alla città e, nel 1523, questa fu dichiarata capitale; un secolo più tardi Re Gustavo Adolfo la fece diventare il cuore dell'impero baltico della Svezia concentrandovi l'amministrazione di tutto il paese e, durante il suo regno, fu stipulato il Trattato di Knäred, con la quale si pose fine alla guerra di Kalmar, combattuta contro la Danimarca e la Norvegia.
Nel XVIII e nel XIX secolo Stoccolma fu più volte devastata dagli incendi, venendo ricostruita utilizzando, in misura sempre maggiore, la pietra in luogo del legname.

## Monumenti e luoghi d'interesse

### Architetture religiose
- Chiesa di Klara, Klara kyrka

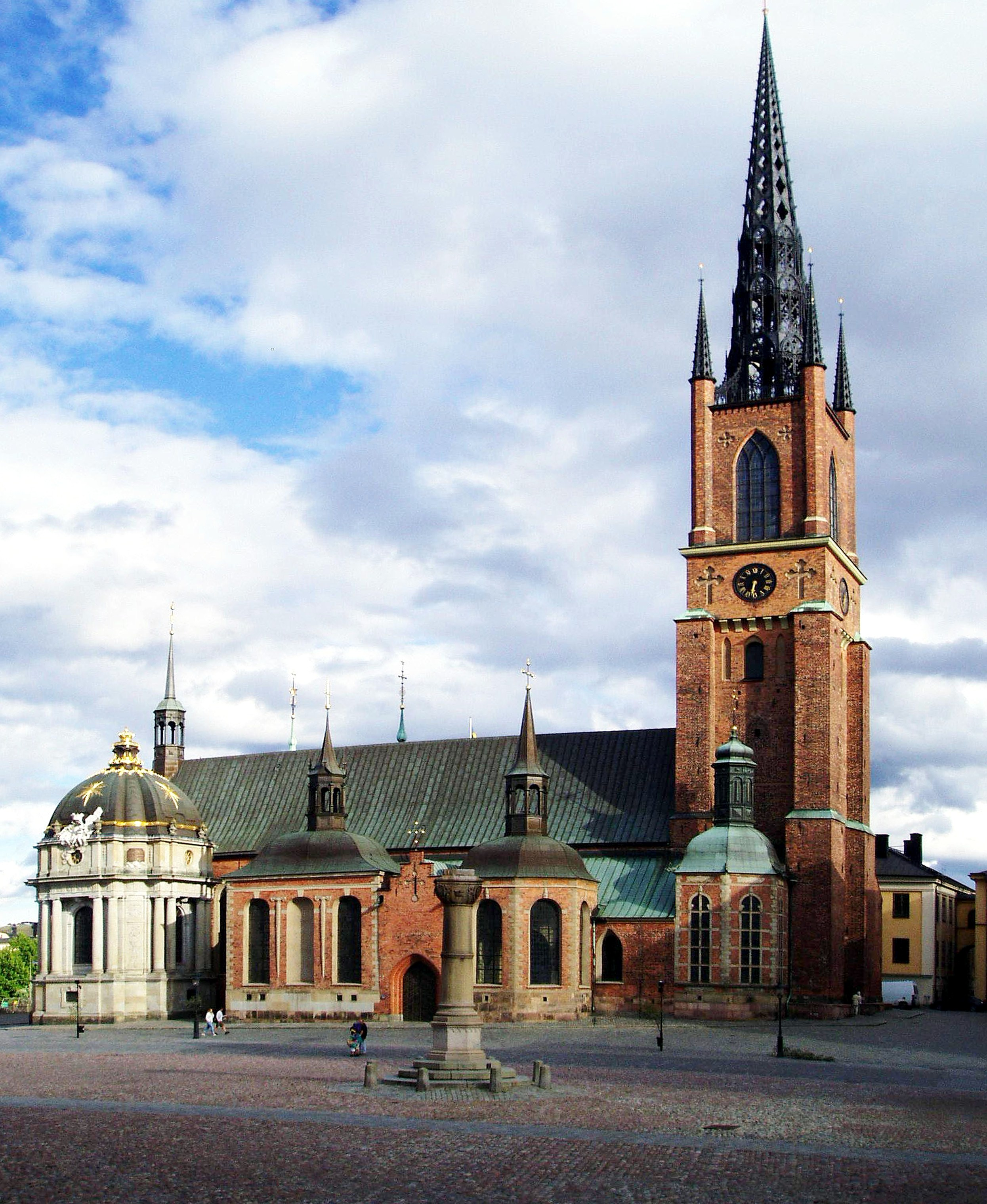
Chiesa di Riddarholmen

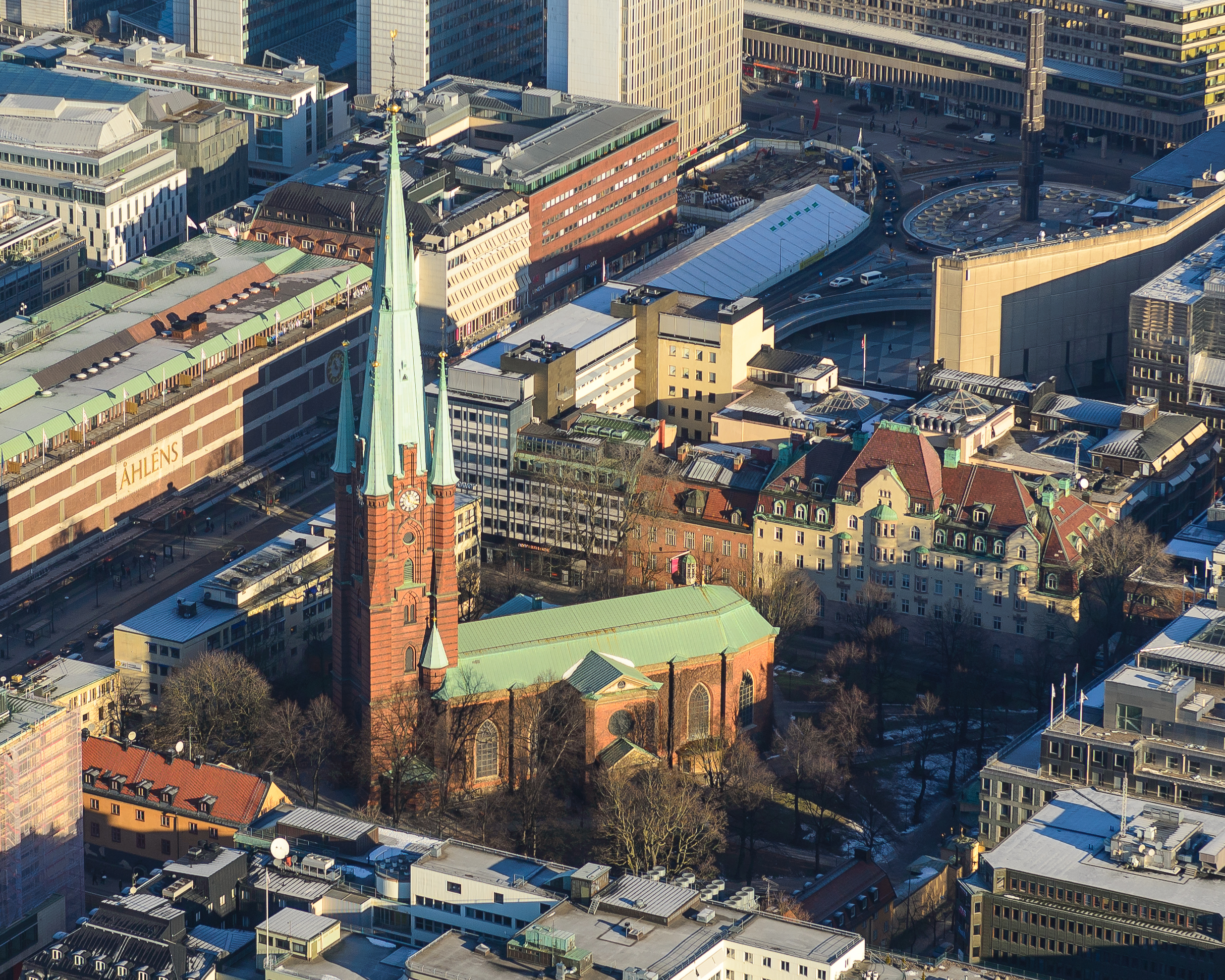
Chiesa di Klara

- Storkyrkan, la Chiesa Grande, cattedrale luterana della città. Costruita secondo lo stile gotico baltico, venne iniziata nel XIII secolo. Vi vengono incoronati i sovrani di Svezia.
- Riddarholmskyrkan, la Chiesa di Riddarholmen, è una delle principali della città, mausoleo dei sovrani svedesi.
- Chiesa di Caterina, la Katarina kyrka, in stile barocco.
- Sankt Jacobs kyrka, la chiesa di San Giacomo, che unisce stili diversi, dal gotico baltico, al rinascimentale, al barocco.
- Chiesa di Sofia, Sofia kyrka, in onore della regina Sofia di Nassau.
- Cattedrale cattolica di Sant'Erik, sede della diocesi di Stoccolma.

### Architetture civili

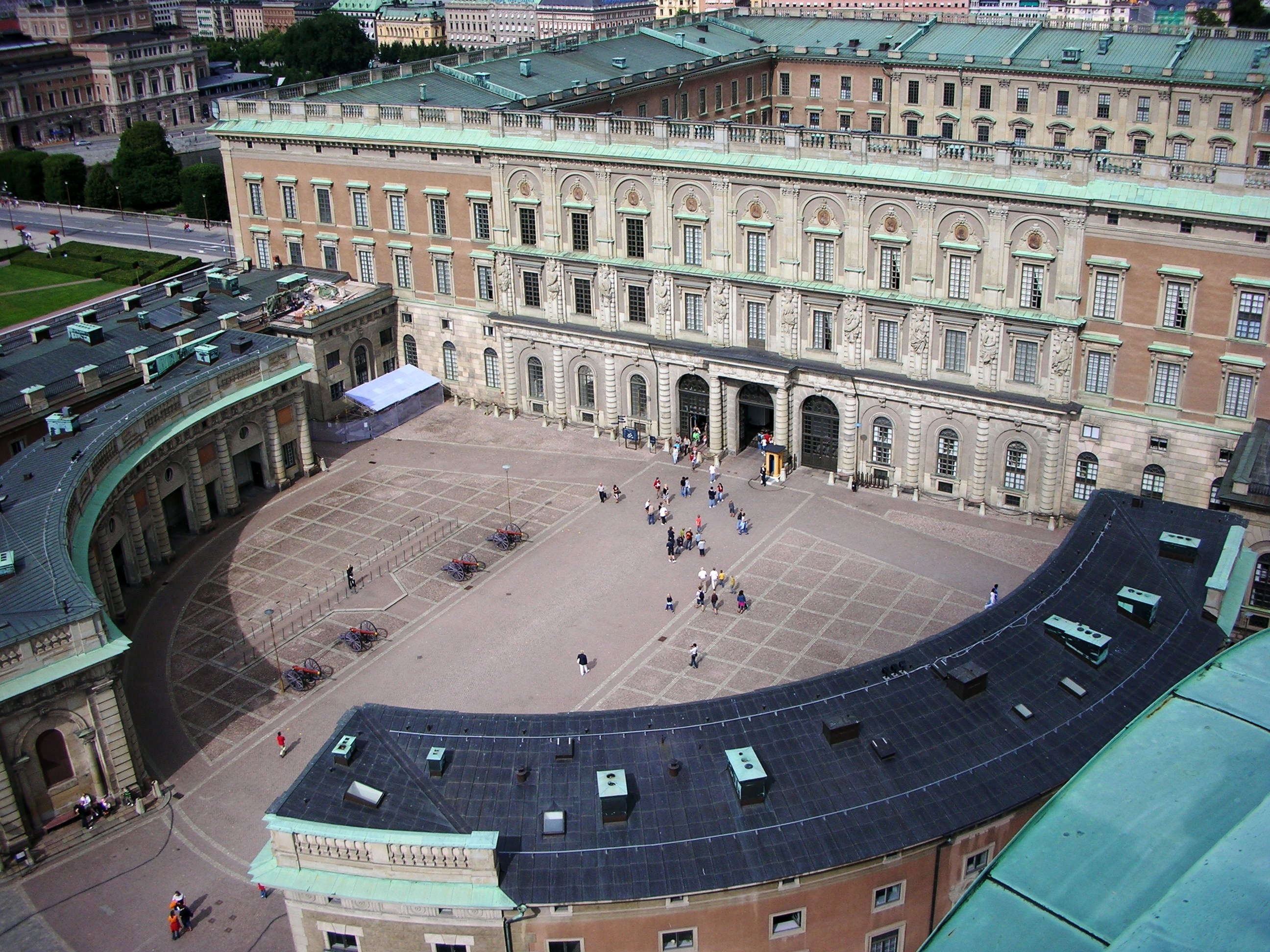
Il Palazzo Reale

- Stockholms slott, il Palazzo reale di Stoccolma, è una grande costruzione barocca eretta a partire dal 1697, residenza ufficiale dei sovrani svedesi.
- Stockholms stadshus, municipio di Stoccolma, eretto nel 1908, con l'alta torre di 106 metri. Vi si svolgono le cerimonie di consegna del Premio Nobel.
- Museo svedese di storia naturale Naturhistoriska Riksmuseet.
- Palazzo Bolinder Bolinderska palatset

## Società

### Evoluzione demografica
L'area di Stoccolma è la più densamente abitata dell'intero Paese e comprende circa il 22% della popolazione svedese.
La nozione geografica di "Stoccolma" è cambiata durante le epoche. Durante il XIX secolo, Stoccolma consisteva essenzialmente nell'area del centro cittadino di circa 35 km² corrispondente a un quinto dell'area attualmente occupata dalla capitale svedese.
Nel secolo successivo furono incorporate molte altre cittadine e i limiti cittadini attualmente stabiliti sono stati disegnati nel 1971, con l'eccezione di Hansta che fu acquisita nel 1982 dalla municipalità di Sollentuna e trasformata in una riserva naturale.
Nel 2004, su una popolazione di 765 044 abitanti, 370 482 risultano di sesso maschile e 394 562 di sesso femminile. L'età media è di 39,8 anni, e il 40,5% è in un'età tra 20 e 44 anni.

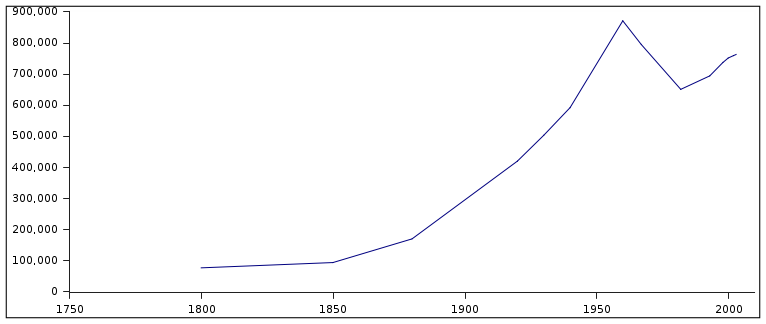
Evoluzione demografica di Stoccolma dal 1750 al 2012.

Abitanti censiti 

## Cultura
Stoccolma è una città con un'intensa vita culturale che ospita inoltre la maggior parte delle istituzioni culturali nazionali come teatri, opera e musei. Ci sono due siti appartenenti all'Elenco del patrimonio dell'umanità dell'UNESCO: il castello di Drottningholm ed il cimitero sud chiamato Skogskyrkogården. Nel 1998, Stoccolma è stata Città Europea della Cultura. Il Teatro Reale Drammatico (Kungliga Dramatiska Teatern) è tra i teatri fondatori dell'Unione dei Teatri d'Europa.
Ogni anno i Premi Nobel per letteratura, fisica, chimica e medicina vengono consegnati nel corso di una cerimonia formale che si tiene il 10 dicembre, l'anniversario della morte di Alfred Nobel, (1896).

### Istruzione

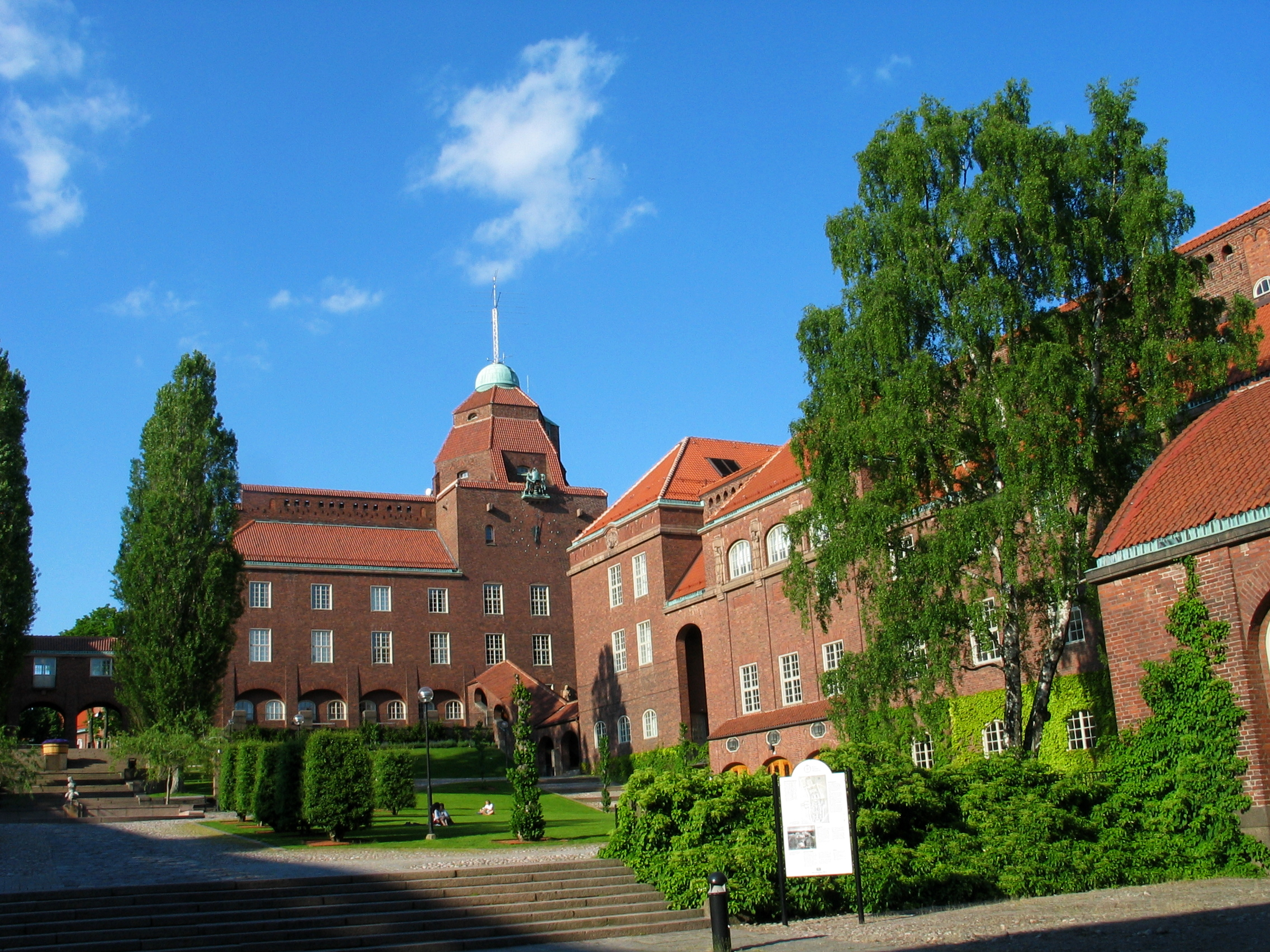
Campus principale dell'Istituto Reale di Tecnologia.

Si può dire che ricerche di un certo livello e insegnamenti universitari a Stoccolma siano iniziati con i primi anni del XIX secolo con l'istituzione nel 1811 dell'Istituto Karolinska che forniva insegnamenti nel campo della medicina. Il Regio Politecnico è stato invece fondato nel 1827 ed è, con i suoi 13 000 studenti, tuttora il maggior istituto universitario a carattere scientifico-tecnologico in Svezia, e uno dei migliori al mondo. L'Università di Stoccolma ha inaugurato le lezioni nel 1848 ed ora conta circa 35 000 studenti. Comprende al suo interno molte altre istituzioni e strutture, come l'Osservatorio di Stoccolma, il Museo svedese di storia naturale e il giardino botanico Bergianska trädgården. La Scuola di Economia di Stoccolma, infine, fu fondata nel 1909, ed è una delle più prestigiose scuole private di alta formazione in Svezia.
Nel campo dell'educazione artistica la città è dotata del Regio Collegio di Musica, la cui storia parte dalla fondazione del conservatorio fondato come parte della Accademia reale svedese di musica nel 1771, della Regia scuola superiore d'arte fondata nel 1735, e della Scuola superiore di teatro di Stoccolma che a sua volta fa parte del Teatro Reale Drammatico dove studiò anche Greta Garbo. Altri centri di formazione artistica importante sono la Konstfack, fondata nel 1844 e che è attiva nel campo del design e dell'artigianato. Altri istituti importanti sono l'Istituto Reale per L'Opera, l'Istituto Reale per la Danza e l'Istituto per l'Educazione Musicale di Stoccolma.
Altri importanti istituti di formazione superiore sono:
- Scuola superiore di Södertörns. Fondato nella parte Sud dell'area metropolitana di Stoccolma per bilanciare la maggior presenza di Istituti universitari nella parte Nord.
- Scuola superiore Ersta Sköndal. Istituto fondato dalla Stora Sköndal Foundation organizzazione no-profit affiliata alla Chiesa di Svezia.
- Scuola teologica di Stoccolma. È una scuola indipendente di teologia.
- Scuola Svedese per lo Sport e la Salute. Istituto per l'insegnamento dell'educazione fisica e dello sport in generale.
- Istituto di Stoccolma per l'Educazione Istituto universitario che dal 1º gennaio 2008 entrerà a far parte dell'Università di Stoccolma.

### Accademie e ricerca
A Stoccolma hanno sede le accademie reali svedesi, note soprattutto perché hanno il compito di assegnare ogni anno i Premi Nobel. In particolare l'Accademia svedese assegna il Premio Nobel per la letteratura, mentre la Regia accademia svedese delle scienze designa i vincitori dei Nobel per la fisica e per la chimica.

### Biblioteche e archivi
La Biblioteca reale (Kungliga biblioteket) di Stoccolma è la biblioteca nazionale della Svezia. 
L'altra grande biblioteca della città è la Biblioteca civica di Stoccolma.
Nella capitale svedese ha inoltre sede l’Archivio nazionale (Riksarkivet) che è l'archivio di stato della Svezia.

### Musei

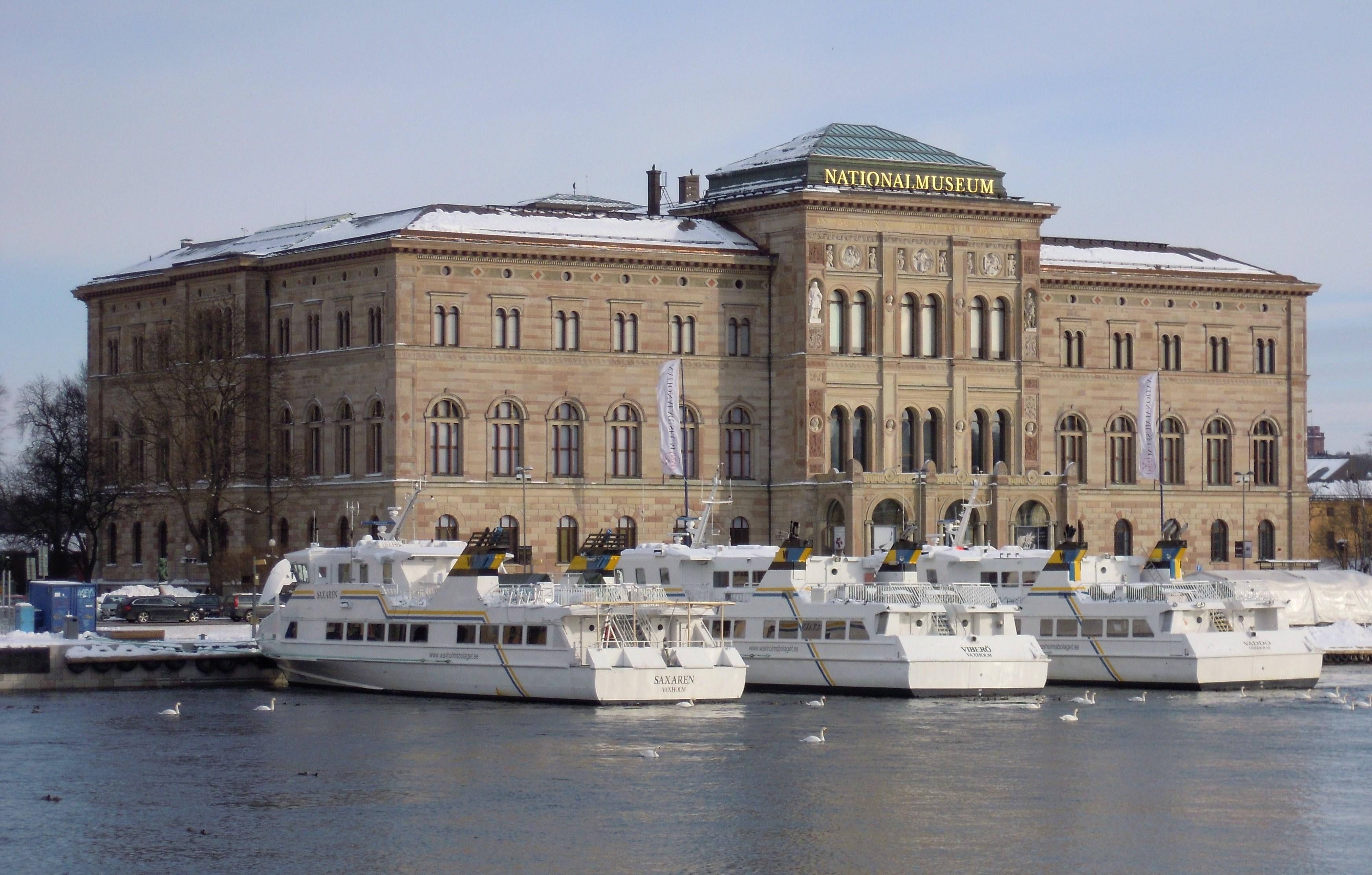
Il Nationalmuseum.

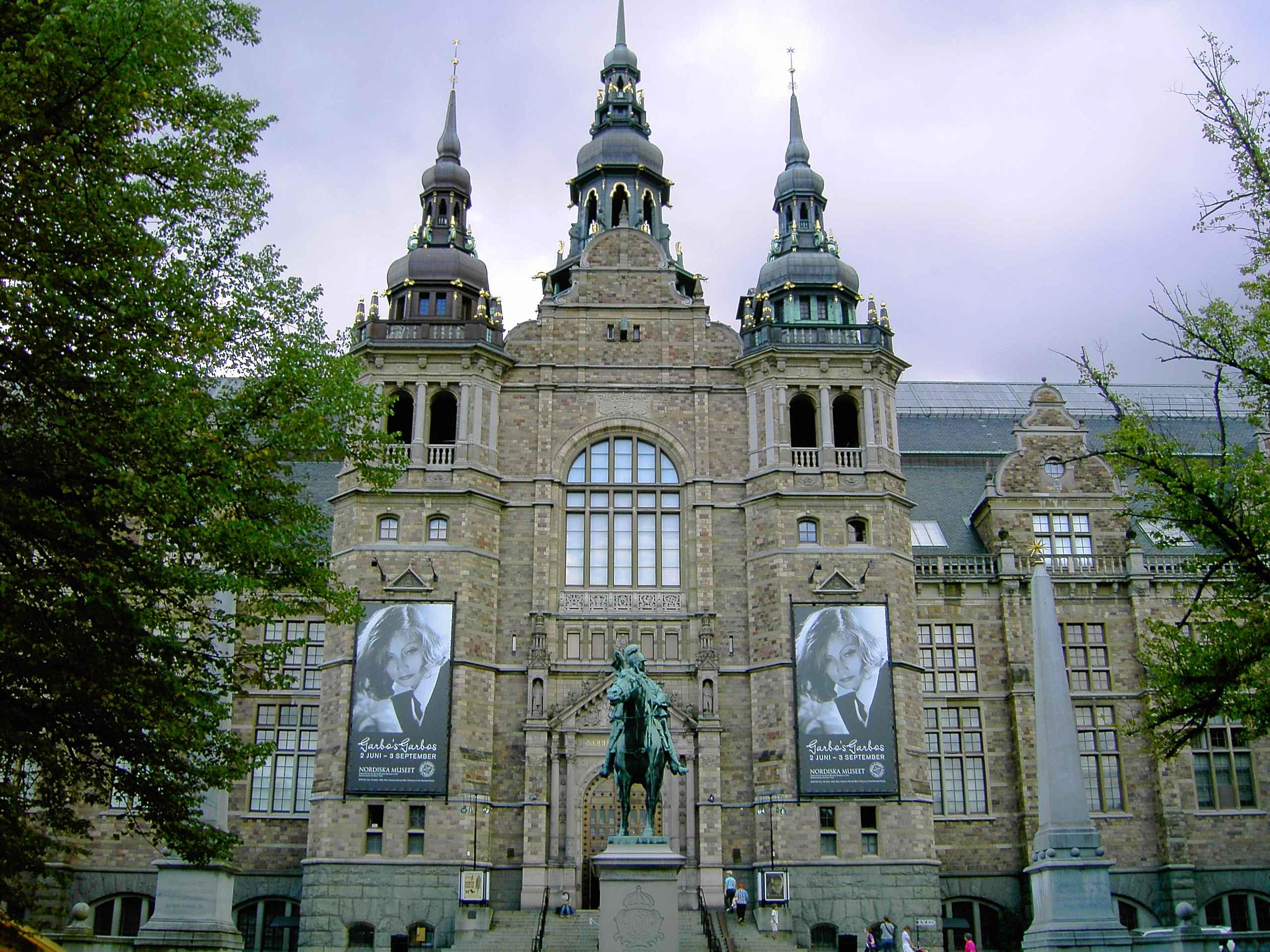
Il museo di arte nordica.

Stoccolma è una città che vanta un notevole numero di musei, tra cui i principali sono:
- Il Museo Vasa in cui è conservato il relitto dell'omonimo veliero del XVII secolo,
- il Museo marittimo nazionale, in cui sono esposti reperti riguardanti la marineria svedese,
- il Tekniska museet dedicato alla scienza e alla tecnica.

Vi sono poi i musei dedicati all'arte come:
- il Nationalmuseum,
- il Nordiska Museet,
- il Moderna Museet,
- il Museo dell'architettura,
- il Museo delle antichità mediorientali.

Dedicati ai patrimoni della famiglia reale, vi sono il Museo Tre Kronor presso le fondamenta del palazzo reale, lo Skattkammaren ossia la tesoreria Reale, il Gustav III antikmuseum con i tesori dell'antico monarca, il Livrustkammaren, ossia l'Armeria Reale, e il Kungliga Myntkabinettet la Zecca Reale con le sue monete.
Altri musei:
- Lo Junibacken, il museo di Pippi Calzelunghe.
- Museo degli ABBA il museo del gruppo svedese ABBA.
- Medeltidsmuseet, il museo medievale.
- Postmuseum, museo della posta.
- Nobelmuseet, museo del premio Nobel.
- Museo di storia svedese (Historiska Museet).
- Armémuseum, museo militare.
- Hallwylska Museet.
- Museo del vino e degli alcolici.
- Medelhavsmuseet, museo delle antichità mediterranee.
- Strindbergsmuseet, Museo di Strindberg.
- Musikmuseet.
- Skansen, il primo museo all'aperto al mondo situato a Djurgården.
- Museo del tabacco e dei fiammiferi.
- Thielska Galleriet.
- Biologiskamuseet.
- Museo etnografico.
- Museo delle carceri.
- Stockholms stadsmuseum.
- Museo dei trasporti.
- Museo dei giocattoli.
- Dansmuseet.

### Teatri e musica

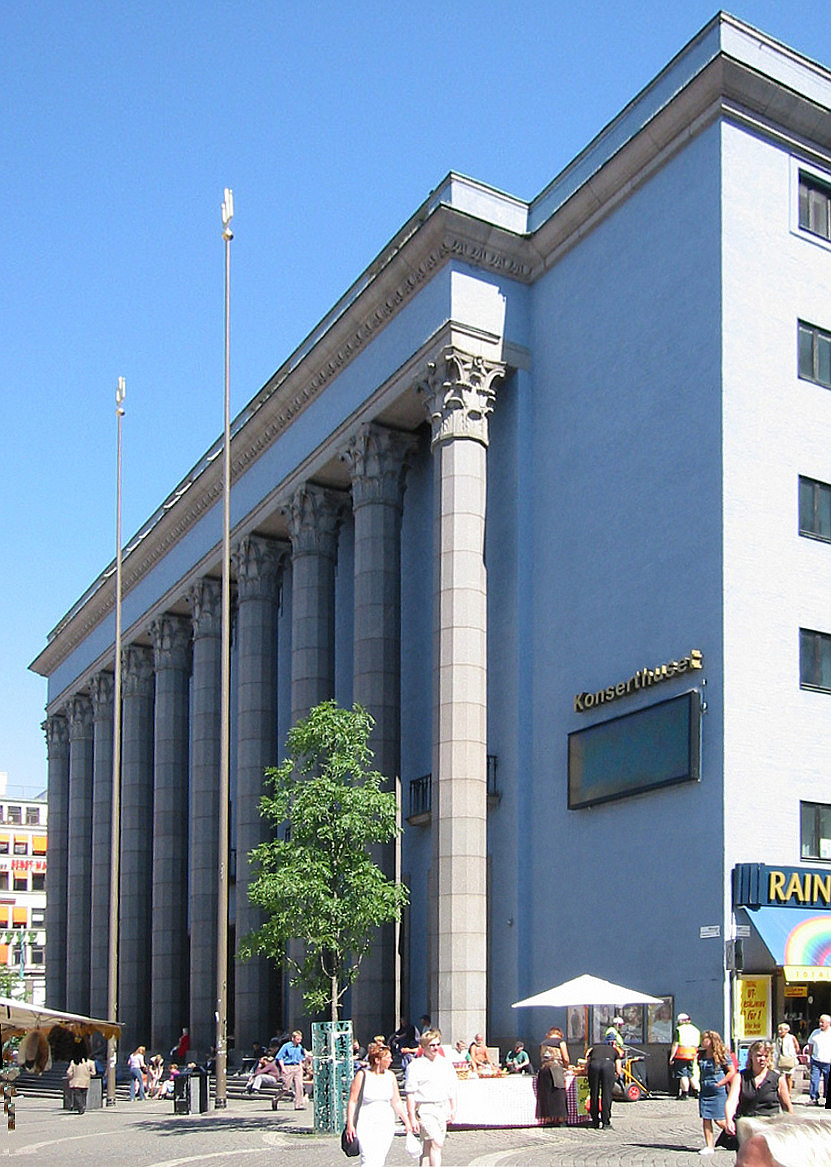
Konserthuset, la Sala dei concerti.

Fra i teatri di Stoccolma spiccano per la prosa il Regio Teatro di Arte Drammatica (Kungliga Dramatiska Teatern) risalente alla fine del XIX secolo ed uno dei più rinomati in Europa, il Vasateatern e per la lirica l'Opera reale svedese (Kungliga Operan), inaugurata nel 1773.
Altri importanti teatri sono lo Stockholms Stadsteater, la Folkoperan, il Teatro Moderno di Danza (Moderna dansteatern), il Teatro Cinese (China Teatern), lo Göta Lejon, il Teatro Södra, e l'Oscarsteatern.
La Sala da concerto (Konserthus) è la principale sala per la musica orchestrale nonché la sede dell'Orchestra Filarmonica Reale di Stoccolma (Kungliga Filharmonikerna).
L'altra orchestra sinfonica cittadina è l'Orchestra sinfonica della Radio svedese.

### Media
Fra i quotidiani di Stoccolma ci sono il Dagens Nyheter, lo Svenska Dagbladet, l'Aftonbladet e l'Expressen.

## Geografia antropica

### Suddivisioni amministrative

#### Grande Stoccolma
La provincia di Stoccolma, Grande Stoccolma (Storstockholm), o Contea di Stoccolma (Stockholms län), è una conurbazione di 2 305 105 abitanti (2018) che comprende 26 comuni (capitale inclusa). Si estende per 6526 km² con una densità di 335,94 ab./km². Nella tabella di sotto sono riportate le municipalità, marcando con l'asterisco quelle della prima cintura urbana, che ha un'estensione di 375,25 km² e conta 1 250 020 abitanti (2005).

#### Circoscrizioni

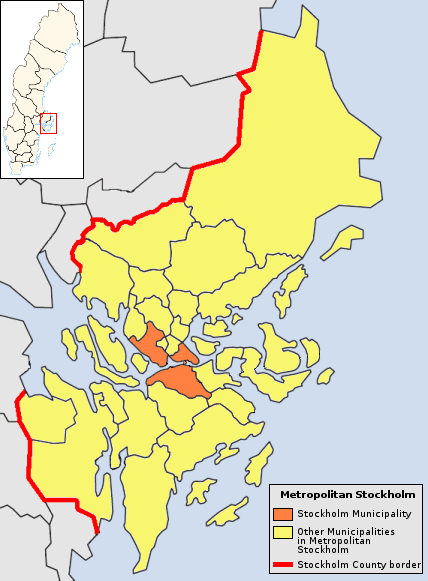
La municipalità di Stoccolma (arancione) nell'ambito della contea omonima.

La città di Stoccolma è una municipalità governata da un consiglio comunale eletto in modo diretto. A livello amministrativo è suddivisa in 14 circoscrizioni
che hanno la responsabilità delle scuole elementari e dei servizi culturali e ricreativi delle loro aree di pertinenza. Fino al 1º gennaio 2007 le circoscrizioni (stadsdelsnämnder) erano 18.
In modo non ufficiale Stoccolma è suddivisa in tre grandi zone: Stoccolma Centro Città (Innerstaden), Stoccolma Sud (Söderort) e Stoccolma Ovest (Västerort), che sono a loro volta suddivise in zone più piccole.

## Economia
La maggior parte degli abitanti di Stoccolma è impiegata nelle imprese del settore terziario, che assorbe circa l'85% della forza lavorativa. Per quanto riguarda l'industria, invece, si nota la quasi totale assenza di industrie pesanti, il che rende la capitale svedese una delle metropoli meno inquinate al mondo.
Nell'ultimo decennio, inoltre, c'è stato un notevole aumento dell'occupazione nelle imprese ad alta tecnologia. Fra i più grandi datori di lavoro ci sono: IBM, Ericsson ed Electrolux. Nel nord della città, a Kista, si trova un importante centro di Information Technology.

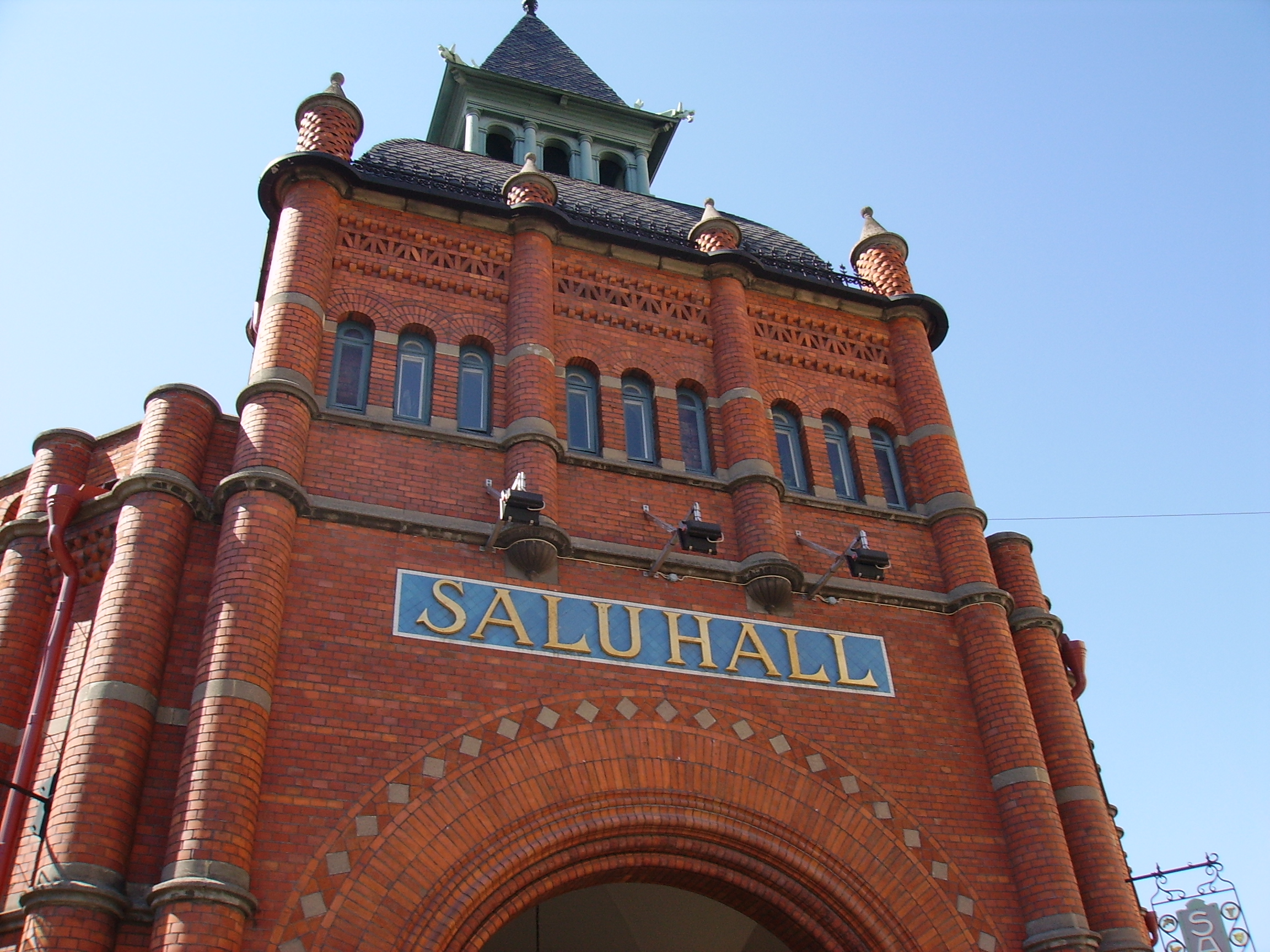
Il Saluhall, Mercato Alimentare Generale.

Stoccolma è il principale centro finanziario della Svezia. Le principali banche e compagnie di assicurazione svedesi hanno nella capitale il loro quartier generale. Inoltre Stoccolma è la sede della Borsa, la Stockholm Stock Exchange, e del 45% delle compagnie svedesi con più di 200 impiegati e la quasi totalità delle compagnie maggiormente importanti, come la H&M.
Negli ultimi anni il turismo ha giocato un ruolo importante nell'economia della capitale. Nel periodo tra il 1991 e il 2004 i soggiorni per almeno una notte sono aumentati da 4 a 7,7 milioni.

## Infrastrutture e trasporti

### Trasporto pubblico urbano

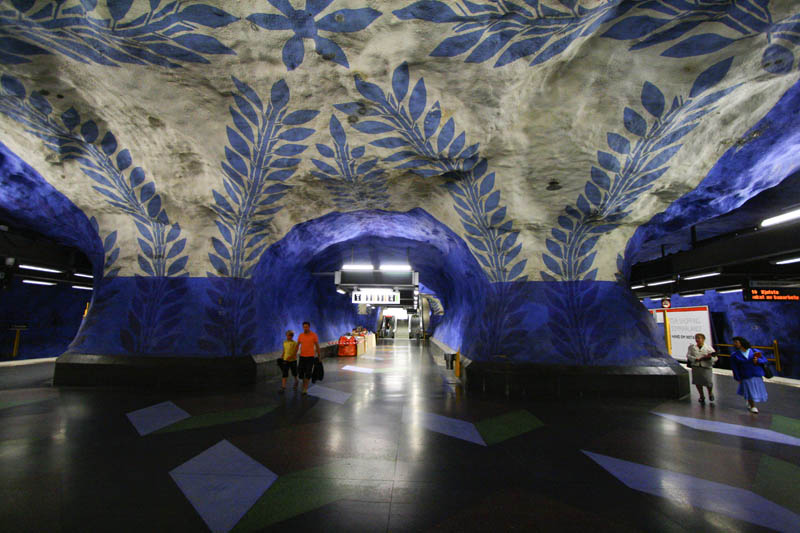
T-Centralen, stazione della metropolitana.

Stoccolma è dotata di una estesa ed efficiente rete di trasporti pubblici, tra cui si annoverano: tre linee della metropolitana di Stoccolma (Tunnelbana), tre linee della ferrovia suburbana (Pendeltåg), tre linee di metrotranvia (Lidingöbanan, Tvärbanan e Nockebybanan), due ferrovie suburbane a scartamento ridotto (Roslagsbanan e Saltsjöbanan), nonché una rete di battelli pubblici e una vasta rete di linee di autobus. Oltre a ciò, nel 2017 è stato inaugurato il Citybanan, una nuova linea ferroviaria composta da tre stazioni che transita sotto il centro cittadino allo scopo di decongestionare il traffico di treni. Esiste inoltre l'Arlanda Express, linea ferroviaria diretta che collega la stazione ferroviaria centrale all'aeroporto di Stoccolma-Arlanda.
Tutti i trasporti di terra della Contea di Stoccolma sono organizzati dalla Storstockholms Lokaltrafik (SL) che, successivamente, appalta la gestione e il mantenimento dei vari servizi ad altre aziende. Il trasporto via acqua, per collegare le varie isole dell'arcipelago, è invece gestito dalla Waxholmsbolaget.
La SL ha un unico sistema di biglietti per tutti i trasporti all'interno della Contea di Stoccolma, che consente semplici spostamenti utilizzando i vari sistemi di trasporto pubblico. Ci sono due tipi di biglietti: i biglietti singoli e le travel cards: entrambi consentono un numero illimitato di viaggi con la SL all'interno della Contea di Stoccolma per tutta la durata del biglietto.

### Strade
A Stoccolma si congiungono le Strade europee E4, E18 ed E20. Inoltre sui lati meridionale e occidentale della città si trova una strada tangenziale semi-circolare.

### Traghetti
Stoccolma è regolarmente collegata con Helsinki e Turku (in Finlandia), con Tallinn (Estonia) e Riga (Lettonia) grazie a numerose linee di traghetti. Fino al 1998 era presente anche un collegamento diretto con San Pietroburgo, in Russia.

### Aeroporti

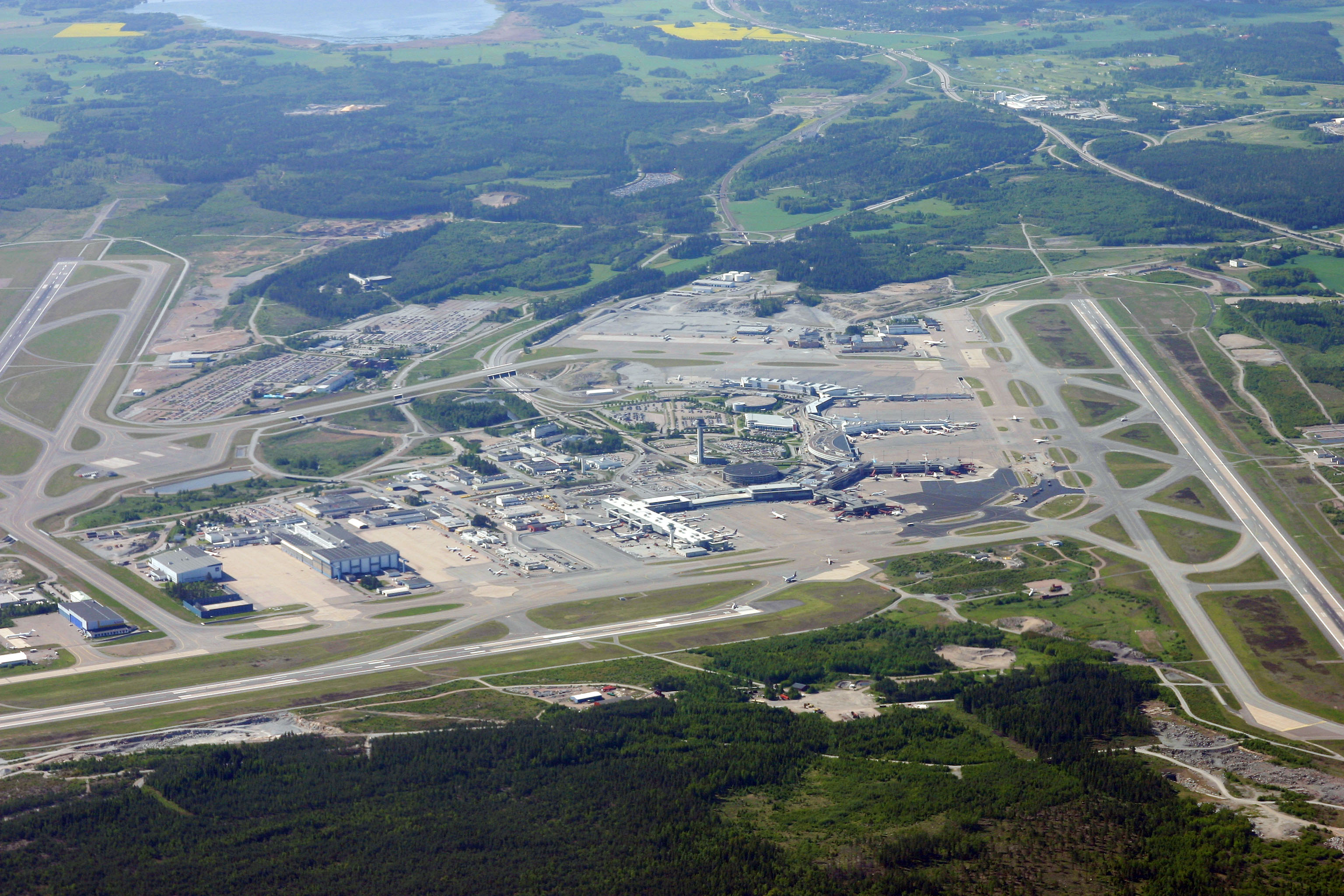
L'aeroporto Arlanda visto dall'alto.

Stoccolma è dotata di quattro aeroporti.
- Voli internazionali e domestici:
  - Aeroporto di Stoccolma-Arlanda. Situato a 42 km a nord di Stoccolma, è il principale scalo della città, nonché l'hub della compagnia di bandiera Scandinavian Airlines.
  - Aeroporto di Stoccolma-Bromma. Nonostante sia distante solo 7,4 km dal centro città, ospita principalmente voli nazionali e pochi altri internazionali.[22] È il più vecchio degli aeroporti cittadini.
- Aeroporti internazionali minori:
  - Aeroporto di Stoccolma-Skavsta. Situato a circa 100 km a sud-ovest di Stoccolma, al 2023 ospita solo voli delle compagnie Norwegian Air Shuttle e Wizz Air.[23] Per oltre vent'anni è stato l'aeroporto di riferimento per Stoccolma anche per Ryanair, prima che la compagnia nel 2021 trasferisse i propri voli ad Arlanda.[24]
  - Aeroporto di Stoccolma-Västerås. Situato a circa 100 km ad ovest di Stoccolma, al 2023 l'aeroporto ospita solo tre tratte, tutte operate da Ryanair.[25]

La compagnia di autobus Flygbussarna collega il centro della città con tutti e quattro gli aeroporti. Inoltre esiste un collegamento ferroviario diretto fra l'aeroporto di Arlanda e la Stazione Centrale di Stoccolma, tramite il treno veloce Arlanda Express oppure il servizio ferroviario suburbano di Stoccolma.

### Ferrovie
La stazione centrale di Stoccolma (Stockholms centralstation) è il principale scalo ferroviario dalla Svezia. Essa è collegata, fra l'altro, con Oslo, in Norvegia, e Copenaghen, in Danimarca.

## Amministrazione

### Consiglio municipale

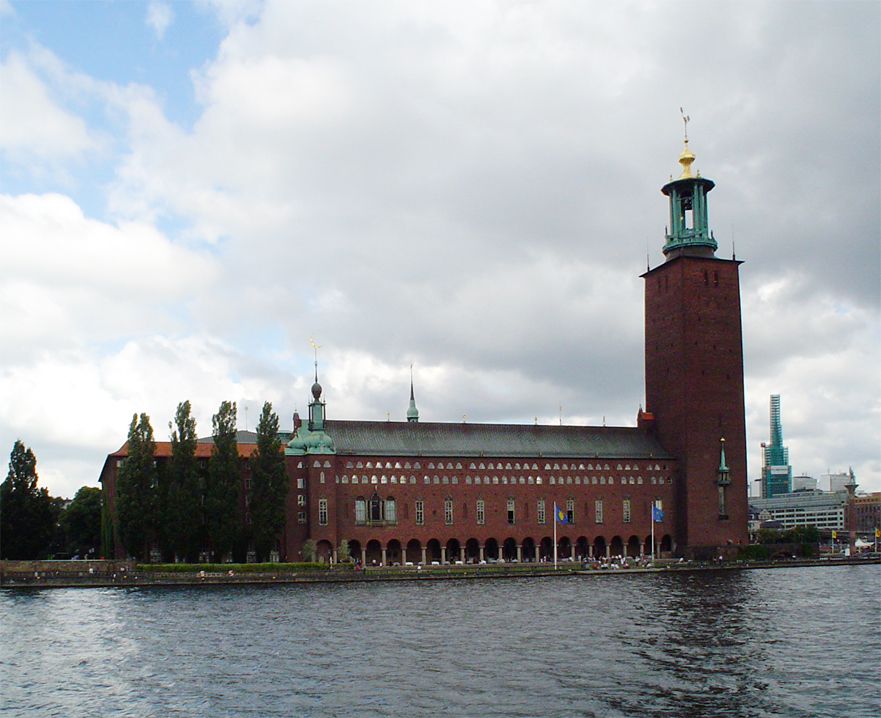
Il municipio

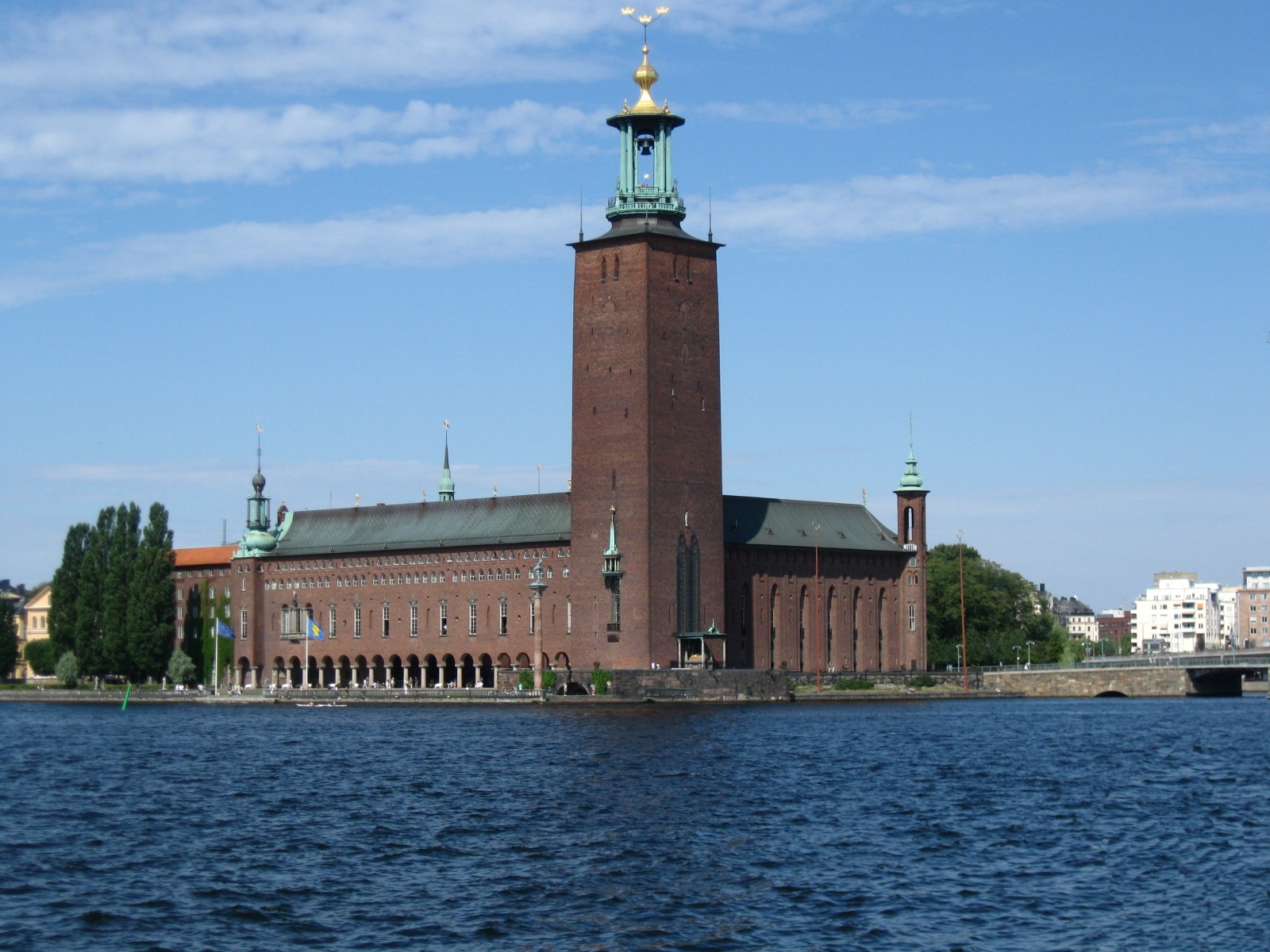
Altra veduta del municipio.

I cittadini eleggono ogni 4 anni il consiglio municipale, parallelamente alle elezioni nazionali.
Durante le elezioni municipali del 2010 i seggi sono stati così suddivisi:
Partiti al governo:
- Partito Moderato (38)
- Partito Popolare Liberale (10)
- Partito di Centro (3)
- Democratici Cristiani (1)

Partiti all'opposizione:
- Partito Socialdemocratico (25)
- Partito Ambientalista i Verdi (16)
- Partito della Sinistra (8)

Dal 17 ottobre 2022 il sindaco di Stoccolma è Karin Wanngård, del Partito Socialdemocratico.

### Gemellaggi
- Belgrado
- Cali
- Copenaghen
- Helsinki
- Istanbul
- Kiev
- Nuuk
- Oslo
- Reykjavík
- San Pietroburgo
- Tunisi
- Sarajevo, dal 1997
- Tirana[26]
- Tórshavn
- Siracusa, dal 1970[27]
- Bassano del Grappa

## Sport
Come nel resto della Svezia, gli sport più popolari sono il calcio e l'hockey su ghiaccio.
A Stoccolma sono presenti diverse polisportive, tra le quali figurano l'AIK e lo Djurgården, entrambi fondati nel 1891, e il Hammarby (dal nome di un quartiere cittadino), fondato nel 1897.
In città sono presenti importanti strutture sportive polifunzionali, come la Strawberry Arena, la 3Arena e l'Avicii Arena.

### Calcio
Le squadre principali della città sono le tre divisioni calcistiche delle rispettive omonime polisportive che militano nell'Allsvenskan, il massimo campionato nazionale:
- AIK: istituita nel 1896, la sezione calcistica ha vinto 12 campionati, 8 coppe e una Supercoppa di Svezia. I suoi colori sociali sono il nero e il giallo. È considerata la squadra più popolare nella parte nord-ovest della città.
- Djurgården: istituita nel 1899, la sezione calcistica ha vinto 12 campionati e 5 coppe di Svezia. I suoi colori sociali sono il blu scuro e il blu chiaro. È considerata la squadra più popolare nella parte nord-est della città.
- Hammarby: istituita nel 1915, la sezione calcistica ha vinto il suo unico campionato nel 2001. I suoi colori sociali sono il bianco e il verde. È considerata la squadra più popolare nell'isola di Södermalm e in altre parti a sud della città.

In città sono presenti anche altre squadre, come il Brommapojkarna, della circoscrizione cittadina di Bromma, la cui storia sportiva non è ricca come le tre citate, benché in anni recenti abbia talvolta militato nella massima serie.

### Hockey su ghiaccio
Le tre maggiori polisportive hanno, o hanno avuto, anche la propria sezione di hockey su ghiaccio:
- Il Djurgården Hockey detiene il maggior numero di campionati nazionali vinti, 16. Milita nella Hockeyallsvenskan, il secondo campionato nazionale.
- L'AIK Hockey nel corso della sua storia ha vinto 7 titoli nazionali. Milita anch'esso nella Hockeyallsvenskan, il secondo campionato nazionale.
- L'Hammarby Hockey esistette dal 1921 al 2008 e vanta 8 campionati nazionali, l'ultimo di essi nel 1951. I tifosi hanno poi costituito una nuova società, militante nelle serie minori.

### Sci
A Stoccolma sono state organizzate alcune gare di sci di fondo e di snowboard valide per le rispettive Coppe del Mondo.

### Bandy
Il bandy è uno sport giocato sul ghiaccio tipicamente nell'Europa settentrionale. Le squadre stoccolmesi hanno vinto il titolo complessivamente 8 volte: tre titoli per l'AIK, due per lo Djurgården, due per il Hammarby, uno per l'IK Göta.

### Olimpiadi
Stoccolma ha organizzato le Olimpiadi estive del 1912 e, insieme ad Åre, è stata candidata a ospitare i Giochi invernali del 2026.